# AS 57 S. Antonio
L’AS 57 S. Antonio è stato un cacciasommergibili e nave civetta (già dragamine) della Regia Marina.

## Storia
Costruita nel 1940 per conto di Antonio Balestrieri di Isola delle Femmine, l'unità era in origine un piccolo motopeschereccio, immatricolato presso il Compartimento Marittimo di Palermo con il numero 189. 
Poco dopo la sua entrata in servizio, il 15 luglio 1940, il S. Antonio, in conseguenza dell'entrata dell'Italia nella seconda guerra mondiale, venne requisito a Palermo dalla Regia Marina e quindi iscritto nei ruoli del naviglio ausiliario dello Stato con la sigla B 509, ovvero come dragamine costiero ausiliario.

### Lo sbarco a Creta
Destinato al servizio nel Dodecaneso, il S. Antonio venne agli inizi del 1941 attrezzato con una plancetta-rostro collocata all'estrema prua, da utilizzarsi in caso di eventuale uso come unità da sbarco.
Nel maggio 1941, mentre era in corso l'occupazione tedesca di  Creta, i comandi italiani dell'Egeo decisero di prendervi parte mediante lo sbarco, sulla spiaggia di Sitia, di un corpo di spedizione composto complessivamente da 2450 uomini (il 9º Reggimento Fanteria, un reparto di carri armati, due compagnie di marinai, alcuni reparti di carabinieri e camicie nere) al comando del colonnello Caffaro, 13 carri armati leggeri, 350 muli, 2 autocarri, 2 automobili e provviste e munizioni per 5 giorni. Per il trasporto e lo sbarco di tale contingente venne organizzata, sotto il comando del capitano di vascello Aldo Cocchia, una flottiglia composta dai piroscafetti Tarquinia e Giorgio Orsini, dal piroscafo lagunare Giampaolo, dal piroscafo fluviale Porto di Roma, dalle piccole navi frigorifere Assab ed Addis Abeba, dai rimorchiatori Aguglia ed Impero, dalla piccola nave cisterna Nera, dai cisternini portuali CG 89 e CG 167 e da quattro motopescherecci, tra i quali il S. Antonio (gli altri erano San Giorgio, Plutone e Navigatore).
Imbarcato un ufficiale della Regia Marina su ogni unità, tra la mattinata ed il pomeriggio del 27 maggio 1941 le navi della flottiglia imbarcarono i militari ed il loro equipaggiamento nel porto di Rodi, ed alle cinque del pomeriggio i motopescherecci furono i primi a partire, seguiti alla rinfusa dalle altre unità, assumendo rotta verso Scarpanto. Nella notte tra il 27 ed il 28 maggio il convoglio si sparpagliò ed i pescherecci, tra le unità più lente (6 nodi) finirono in coda, ma la mattina successiva le navi vennero radunate grazie anche all'aiuto di due MAS e, preso contatto con la scorta (cacciatorpediniere Crispi e torpediniere Libra, Lince e Lira) ed alle quattro del pomeriggio il convoglio giunse in vista di Sitia. Alle 16.45 il comandante Cocchia diede ordine al convoglio di dispiegarsi ed alle 16.50 di portarsi all'incaglio per dare il via allo sbarco: dieci minuti più tardi il S. Antonio e diverse altre unità incagliarono sulla spiaggia, dando il via alla messa a terra di uomini e materiali. Nella notte del 29 maggio una formazione navale inglese bombardò con i proiettili illuminanti circa metà della baia di Sitia, ma non individuò le navi della flottiglia non ancora ripartite. Terminate le operazioni di sbarco, il S. Antonio e gli altri pescherecci rimasero temporaneamente a Sitia per seguire l'avanzata del corpo di spedizione verso l'interno e rifornirne le truppe.

### Il servizio come cacciasommergibili e la perdita
Successivamente il S. Antonio venne dislocato a Lero. Stante la mancanza di adeguati mezzi per la lotta ai sommergibili, che, incrociando in quelle acque, attaccavano spesso i pescherecci al lavoro, il comandante Cocchia decise di trasformare l'unità in cacciasommergibili e nave civetta. Ridenominato AS 57, il S. Antonio venne armato con due tenaglie lanciasiluri prelevate da un MAS (occultate mediante tele alzate al disopra della murata) e una mitragliera da 13,2 mm (celata da una rete appesa all'albero di poppa) e munito di un idrofono tubo «C» (parzialmente nascosto nel sartiame) e di un apparato radio.
Terminati i lavori la piccola unità svolse una prima missione antisom di circa tre-quattro giorni al comando dello stesso Cocchia, incrociando nelle acque sino ad allora teatro più frequentemente di attacchi subacquei, ma non fu avvistato alcun sommergibile.
Il S. Antonio proseguì per diversi mesi in questo servizio, e durante una di tali missioni, nell'Egeo settentrionale, al comando del tenente di vascello Antonio Scialdone, ebbe un combattimento contro un'unità subacquea nemica, ritenendo di averla affondata.
Successivamente trasferito in Libia, l'ex motopeschereccio venne colpito da bombe durante un attacco aereo su Bengasi, intorno alle quattro del pomeriggio del 6 novembre 1942: incendiata, la piccola unità affondò nelle acque del porto cirenaico.